# Епархия Шайенна
Епархия Шайенна (лат. Dioecesis Cheyennensis) — епархия Римско-Католической церкви с центром в городе Шайенн, США. Епархия Шайенна входит в митрополию Денвера. Кафедральным собором епархии Шайенна является Собор Пресвятой Девы Марии.

## История
2 августа 1887 года Святой Престол учредил епархию Шайенна, выделив её из епархии Омахи.

## Ординарии епархии
- епископ Морис Фрэнсис Берк[англ.] (09.08.1887 — 19.06.1893) — назначен епископом Сент-Джозефа
- епископ Томас Матиас Ленихан[англ.] (30.11.1896 — 15.12.1901)
- епископ Джеймс Джон Кин[англ.] (10.06.1902 — 11.08.1911) — назначен архиепископом Дубьюка
- епископ Патрик Алоизиус Альфонсус Макговерн[англ.] (19.01.1912 — 08.11.1951)
- епископ Хьюберт Майкл Ньюэлл[англ.] (08.11.1951 — 03.01.1978)
- епископ Джозеф Хьюберт Харт[англ.] (25.04.1978 — 26.09.2001)
- епископ Дэвид Лорин Риккен[англ.] (26.09.2001 — 09.07.2008) — назначен епископом Грин-Бея
- епископ Пол Деннис Этьен (19.10.2009 — 04.10.2016) — назначен архиепископом Анкориджа
- епископ Стивен Роберт Биглер[англ.] (с 16.03.2017)

## Источник
- Annuario Pontificio, Libreria Editrice Vaticana, Città del Vaticano, 2003, ISBN 88-209-7422-3